# 8Y busz (Győr)
A győri 8Y jelzésű autóbusz a Munkácsy Mihály utca és Likócs, Pesti út, Esztergető utca megállóhelyek között közlekedik. A vonalat a Volánbusz  üzemelteti.

## Története
2022. április 9-től közlekedik, részben a megszűnt CITY busz pótlására.

## Közlekedése
Munkanapokon körülbelül 60 percenként, szombaton 80 percenként, míg vasárnap 120 percenként közlekedik. A járat összehangoltan közlekedik a 8-as busszal, így közös szakaszukon 30, 40 és 60 percenként követik egymást. Egyes járatok a Zechmeister utca, Rába-part megállóhelytől indulnak. Csúcsidőben a Likócs felől érkező járatok a Munkácsy Mihály utcától 18-as jelzéssel a Révai Miklós utcáig közlekednek, majd a Korányi Frigyes téren keresztül visszatérnek a Munkácsy Mihály utcához, ahonnan 8Y jelzéssel indulnak Likócsra.

## Útvonala
| Likócs, Pesti út, Esztergető utca felé | Munkácsy Mihály utca felé |
| --- | --- |
| Munkácsy Mihály utca vá. – Munkácsy Mihály utca – Szent István út – Fehérvári út – Vágóhíd utca – Puskás Tivadar utca – Ipar utca – Kiskúti út – Stadion utca – Nagysándor József utca – Tóth László utca – Pesti út – Likócs, Pesti út, Esztergető utca | Likócs, Pesti út, Esztergető utca – Pesti út – Tóth László utca – Nagysándor József utca – Stadion utca – Kiskúti út – Ipar utca – Puskás Tivadar utca – Vágóhíd utca – Fehérvári út – Szent István út – Aradi vértanúk útja – Virágpiac tér – Zechmeister utca – Munkácsy Mihály utca – Munkácsy Mihály utca vá. |

## Megállóhelyei
Az átszállási kapcsolatok között a 8-as járat nincs feltüntetve.
| 8Y (Munkácsy Mihály utca – Likócs, Pesti út, Esztergető) | 8Y (Munkácsy Mihály utca – Likócs, Pesti út, Esztergető) | 8Y (Munkácsy Mihály utca – Likócs, Pesti út, Esztergető)      | 8Y (Munkácsy Mihály utca – Likócs, Pesti út, Esztergető) | 8Y (Munkácsy Mihály utca – Likócs, Pesti út, Esztergető) | 8Y (Munkácsy Mihály utca – Likócs, Pesti út, Esztergető) | 8Y (Munkácsy Mihály utca – Likócs, Pesti út, Esztergető) | 8Y (Munkácsy Mihály utca – Likócs, Pesti út, Esztergető) |
| Perc (↓)                                                 | Perc (↓)                                                 | Megállóhely                                                   | Perc (↑)                                                 | Perc (↑)                                                 | Átszállási kapcsolatok | Fontosabb létesítmények |                                                          |
| -------------------------------------------------------- | -------------------------------------------------------- | ------------------------------------------------------------- | -------------------------------------------------------- | -------------------------------------------------------- | --- | --- | -------------------------------------------------------- |
| 0                                                        | 0                                                        | Munkácsy Mihály utca                                          | 20                                                       | 19                                                       | 17, 17B, 18 | Győri Hivatásos Tűzoltóparancsnokság, Győri Járásbíróság, Győri Közigazgatási és Munkaügyi Bíróság, Győri SZC Hild József Építőipari Technikum, Kazinczy Ferenc Gimnázium és Kollégium, Radnóti Miklós Általános Iskola, Bisinger Óvoda, Győri Szakképzési Centrum Jedlik Ányos Gépipari és Informatikai Technikum és Kollégium, Eötvös park |                                                          |
| ∫                                                        | ∫                                                        | Zechmeister utca, Rába-part                                   | 18                                                       | 17                                                       | 1, 1A, 1B, 2B, 9A, 11, 12Y, 13, 13B, 14, 14A, 14B, 17, 17B, 18, 19A | Virágpiac tér, Karmelita Rendház, Karmelita templom, Bécsi kapu tér, Víziszinpad, Arrabona Áruház |                                                          |
| 2                                                        | 2                                                        | Honvéd liget (↓) Aradi vértanúk útja, szökőkút (↑)            | 17                                                       | 16                                                       | 1, 1A, 2, 2B, 5, 5B, 5R, 6, 7, 9, 9A, 11, 12, 12A, 12Y, 13, 13B, 14, 14A, 14B, 15, 15A, 17, 17B, 18, 19, 19A, 21, 21B, 22, 22A, 22B, 22Y, 29, 30, 30A, 30B, 30Y, 31, 31A, 37, 38, 38A, 42 Távolsági járatok S10 G10 , IC, InterRégió, EC, EN, ER, gyorsvonat, expresszvonat, | Győr Városháza, 2-es posta, Honvéd liget, Révai Miklós Gimnázium, Földhivatal, Megyeháza, Győri Törvényszék, Büntetés-végrehajtási Intézet, Richter János Hangverseny- és Konferenciaterem, Vízügyi Igazgatóság, Zenés szökőkút, Bisinger József park, Kormányablak                                                                          |                                                          |
| 4                                                        | 4                                                        | Szent István út, Iparkamara                                   | 15                                                       | 14                                                       | 6, 7, 10, 11, 11Y, 12, 12A, 12Y, 13, 13B, 14, 14A, 14B, 15, 15A, 16, 30, 30A, 30B, 30Y, 31, 31A, 42 | Győr-Moson-Sopron Megyei Kereskedelmi és Iparkamara, GYSZSZC Deák Ferenc Közgazdasági Szakgimnáziuma, Révai Parkolóház, Bisinger József park |                                                          |
| 6                                                        | 6                                                        | Fehérvári út, Árkád üzletház (↓) Budai út, Árkád üzletház (↑) | 13                                                       | 12                                                       | 2B, 6, 7, 10, 12, 12A, 12Y, 13, 13B, 14, 14A, 14B, 16, 17, 17B, 30, 30A, 30B, 31, 31A | ÁRKÁD |                                                          |
| 7                                                        | 7                                                        | Fehérvári út, Vágóhíd utca                                    | 11                                                       | 11                                                       | 7, 12, 12A, 12Y, 17, 17B, 30, 30A, 30B, 31, 31A | INTERSPAR Center, OBI, LIDL, Gyárvárosi Általános Iskola |                                                          |
| 9                                                        | 8                                                        | Vágóhíd utca                                                  | 10                                                       | 10                                                       | 12, 12A, 12Y, 30, 30A, 30B, 31, 31A | Gyárvárosi Általános Iskola, OBI, INTERSPAR Center, ALDI |                                                          |
| 10                                                       | 9                                                        | Puskás Tivadar utca, Tompa utca                               | 9                                                        | 9                                                        | | Kiskúti úti Bölcsőde |                                                          |
| 11                                                       | 10                                                       | Ipar utca, Kiskúti út                                         | 8                                                        | 8                                                        | 13, 13B, 14, 14A, 14B, 41 | |                                                          |
| 12                                                       | 11                                                       | Kiskúti út                                                    | 7                                                        | 7                                                        | | Kiskúti Óvoda, Forrás Waldorf Általános Iskola és Gimnázium |                                                          |
| 13                                                       | 12                                                       | Stadion utca                                                  | 6                                                        | 6                                                        | | ETO Park |                                                          |
| 14                                                       | 13                                                       | Xantus János Állatkert, műjégpálya                            | 5                                                        | 5                                                        | | Xantus János Állatkert, Műjégpálya, ETO Park |                                                          |
| 15                                                       | 14                                                       | Audi Aréna Győr (Korábban: Magvassy Mihály Sportcsarnok)      | 4                                                        | 4                                                        | | AUDI Aréna Győr, Magvassy Mihály Sportcsarnok |                                                          |
| 16                                                       | 15                                                       | Likócsi híd                                                   | 3                                                        | 3                                                        | 15, 15A | Szűz Mária kápolna |                                                          |
| 17                                                       | 16                                                       | Szentvid utca (Audi, bejárati út)                             | 2                                                        | 2                                                        | | |                                                          |
| 18                                                       | 17                                                       | Kövecses utca                                                 | 1                                                        | 1                                                        | | |                                                          |
| 19                                                       | 18                                                       | Likócs, Pesti út, Esztergető utca végállomás                  | 0                                                        | 0                                                        | | Likócsi Közösségi Ház |                                                          |